# Río Vitichi
Der Río Vitichi ist ein Fluss im Anden-Hochgebirge des südlichen Bolivien.
Der Fluss hat eine Gesamtlänge von 95 Kilometern und durchfließt das Departamento Potosí in nord-südlicher Richtung. Die Quellregion des Flusses liegt an den Südhängen des Cerro Pucujchi (3786 m) in einer Höhe von etwa 3.626 m im Municipio Puna in der Provinz José María Linares.
Der Río Vitichi vereinigt sich bei der Ortschaft Vilacaya mit dem Río Chimula und fließt dann in südlicher Richtung vorbei an der Ortschaft Vitichi durch das Municipio Vitichi in der Provinz Nor Chichas, bis er in einer Höhe von 2.512 m südlich der Ortschaft Ari Palca in den Río Tumusla mündet.